# Grijskopvliegenvanger
De grijskopvliegenvanger (Culicicapa ceylonensis) is een zangvogel uit de familie Stenostiridae.

## Verspreiding en leefgebied
Deze soort komt voor van India tot Indonesië en telt vijf ondersoorten:
- C. c. calochrysea: van de Himalaya tot noordoostelijk en centraal India oostelijk tot centraal China en noordelijk en centraal Indochina.
- C. c. antioxantha: Malakka, Sumatra, Borneo, Java en Bali.
- C. c. ceylonensis: zuidwestelijk India en Sri Lanka.
- C. c. sejuncta: Flores en Lombok (Kleine Soenda-eilanden).
- C. c. connectens: Soemba (zuidwestelijke Kleine Soenda-eilanden).

## Status
De grootte van de populatie is niet gekwantificeerd maar de soort wordt omschreven als algemeen tot plaatselijk zeer talrijk. Op de Rode lijst van de IUCN heeft deze soort de status niet bedreigd.